# Gerhard Steinig
Gerhard Steinig (* 3. Januar 1913 in Magdeburg; † 2. Januar 1937 in Teruel (Spanien)) war ein deutscher Widerstandskämpfer gegen den Nationalsozialismus.

## Leben
Steinig wurde als Sohn einer Arbeiterfamilie geboren. Sein Vater wurde durch eine Verletzung im Ersten Weltkrieg Invalide. Kindheit und Jugend verlebte Steinig in Magdeburg-Buckau, einem damals vor allem von Arbeitern bewohnten Stadtteil Magdeburgs.
Politisch interessiert trat Steinig dem Kommunistischen Jugendverband (KJVD) bei und engagierte sich hier besonders in der Roten Sporteinheit. Im Jahre 1931 wurde er Mitglied der KPD. Beruflich war er als Schlosser tätig.
Nach der Machtergreifung der Nationalsozialisten im Jahre 1933 arbeitete Steinig weiter in der nun verbotenen KPD. Er hatte Anteil an der Umstellung der Parteiarbeit auf die illegale Arbeitsweise. Bereits im Frühjahr 1933 wurde Steinig kurz verhaftet. Nach seiner Freilassung betätigte er sich jedoch wieder im Widerstand. Er verteilte selbst erstellte Flugblätter und arbeitete als Kurier für die Partei.
Auf Beschluss seiner Partei emigrierte er nach einem gefährlichen Zwischenfall in die Sowjetunion. Er nahm ein Studium an der West-Universität der Kommunistischen Internationalen auf. Gemeinsam mit den Absolventen seines Kurses ging er 1936 nach Spanien, um auf republikanischer Seite im Spanischen Bürgerkrieg zu kämpfen. In Spanien absolvierte er eine kurze Ausbildung in den Internationalen Brigaden. Er wurde dann Politkommissar im Tschapajew-Bataillon, welches neu aufgestellt worden war. Während eines Sturmangriffs fiel er jedoch bereits kurz darauf.
In seiner Heimatstadt Magdeburg ist ihm zu Ehren eine Straße als Steinigstraße benannt. Bis zum Jahre 1990 trug auch die Kinder- und Jugend-Sportschule Magdeburgs den Namen des Arbeitersportlers Gerhard Steinig.